# Ante Selak
Dr. sc. Ante Selak (Rašćane Gornje kod Imotskog, 19. studenoga 1949. – Zagreb, 17. srpnja 2025.) bio je hrvatski pedagog, jezikoslovac i prosvjetar. Bio je predavač gramatike i pravopisa hrvatskog jezika na Učiteljskom fakultetu u Zagrebu.

## Životopis
Ante Selak rođen je 19. studenoga 1949. u Rašćanima Gornjim (općina Imotski). Osnovnu školu završio je u Župi, klasičnu gimnaziju u Splitu, Filozofski fakultet u Zagrebu. Doktorski studij iz hrvatskoga jezika završio je na Filozofskom fakultetu u Zagrebu i na istom je fakultetu 19. srpnja 2006. godine obranio disertaciju (Jezikoslovni pogledi Ilije Abjanića) i dobio znanstvenu titulu doktora znanosti iz područja humanističkih znanosti, znanstveno polje filologija, grana kroatistika.
Od 1977. do 1992. godine radio je u Školskim novinama (od 1977., novinar urednik; glavni urednik, 1982. ‒ 1987.; direktor, 1988. ‒ 1992.). Od 1992. do 1995. godine jedan je od osnivača i prvi direktor Hrvatske sveučilišne naklade. Potom je dvije godine urednik u nakladničkoj kući Pergamena, a od 1998. do 2002. godine radio je kao voditelj izdavačke djelatnosti u Institutu za hrvatski jezik i jezikoslovlje. Od 2002. godine predavao je na Učiteljskoj akademiji, odnosno Učiteljskom fakultetu u Zagrebu, a u mirovinu otišao je 2015. godine.
Bio je oženjen i otac četvero djece. Njegova kćer je hrvatska političarka Marija Selak Raspudić.
Umro je u Zagrebu 2025. godine.

## Djela
Priredio je nekoliko knjiga:
- Hrvatska zauvijek: prilozi hrvatskoj državotvornoj misli
- Ričoslovje Šime Starčevića[6]

- reizdanja emigrantske Hrvatske revije:
- Cvrčak u boriku (poezija i proza)
- Sudbine i djela (književnost, umjetnost i jezikoslovlje), koja je dijelom nakladničke cjeline Hrvatska revija u egzilu 1951. – 1990.

Bio je urednik:
- Taj hrvatski (zbornik dokumenata i objavljenih radova o problematici hrvatskog jezika u razdoblju od 1970. do 1992. godine, te izvornih književnih tekstova hrvatskih autora), 1992.
- Leksikon hrvatskoga jezika i književnosti , 2001. (suurednik Marko Samardžija)

Sabrao je zbirku propisa i zakona u svezi s hrvatskim školstvom:
- Hrvatsko osnovno školstvo, 1998. (2. izd. 2002.)

Napisao je knjigu o jezikoslovnim pogledima Ilije Abjanića, tvorca hrvatskog medicinskog nazivlja Jezikoslovni pogledi Ilije Abjanića : (grafija, ortoepija, eufonija, prozodija), 2007.

## Vanjske poveznice
- Fluminensia, god. 19 (2007.) br. 1, str. 115.-140. Problemi hrvatske središnje jekavštine u normiranju hrvatskoga jezika u 20. stoljeću